# Megaselia sulphurizona
Megaselia sulphurizona är en tvåvingeart som beskrevs av Borgmeier 1966. Megaselia sulphurizona ingår i släktet Megaselia och familjen puckelflugor.
Artens utbredningsområde är Kalifornien. Inga underarter finns listade i Catalogue of Life.